# Pergamaster triseriatus
Pergamaster triseriatus is een zeester uit de familie Goniasteridae.
De wetenschappelijke naam van de soort werd in 1963 gepubliceerd door Helen Shearburn Clark.